# Misaki Suzuhara
Misaki Suzuhara (鈴原 みさき Suzuhara Misaki?) es la protagonista del manga y anime Angelic Layer. La llaman Misakichi porque según Tamayo Kizaki, es adorable. Su ángel es Hikaru (Basada en Hikaru Shidou de Rayearth). En el anime es tímida y amable pero en el manga es ansiosa e hiperactiva. No le gusta que la llamen enana.
Su nombre significa El Cabo de la Campana.

## Misaki enAngelic Layer
Misaki Suzuhara es una niña de 12 años que, a punto de comenzar el primer año de secundaria, decide mudarse a Tokio a estudiar y así poder encontrar con su madre, la cual ya lleva 7 años viviendo ahí. Misaki vive con sus abuelos en Wakayama ya que su mamá había ido a Tokio por supuestas razones de trabajo. Pero Misaki no va a ir a vivir con su madre al comienzo de su nueva etapa escolar, sino que se queda con su tía Shoko Asami la cual es reportera y se ofrece a cuidarla durante su estancia en Tokio. 
Al salir de la estación de trenes, ve una pelea de Angelic Layer entre Athena y otro angel en una pantalla de un edificio junto a dicha estación. Misaki se sorprende al ver que el angel más pequeño, Athena, gana la batalla, por lo que ella misma decide crear uno propio con ayuda de Ichirō Mihara (Icchan) un extraño y peculiar hombre que conoce ahí. Así Misaki empieza a jugar al Angelic Layer. Y debido a sus grandes dotes de observación, consigue aprender rápidamente nuevos movimientos y técnicas de sus rivales. Por lo que llega a los Torneos principales.
Icchan la lleva a la tienda Piffle Princess donde le indica que para hacer un ángel primero tiene que comprar un ángel egg así como también los demás materiales necesarios para configurar su ángel. Después que Misaki paga lo que compró, Icchan desaparece. Misaki llega muy tarde a la casa de su tía porque se le acabó el dinero por comprar las cosas para Angelic Layer. Shoko se sorprende pero no le dice nada a Misaki, sin embargo cuando Misaki está haciendo su ángel recibe la llamada de una persona (su madre, pero quien contesta es Shoko).
Al día siguiente Misaki se dirige a su nueva escuela, en el camino conoce a Hatoko Kobayashi, una pequeña niña que le ayuda a vestir a su ángel, ya en su la escuela conoce a Tamayo Kizaki y Kōtarō Kobayashi; hermano de Hatoko; con quienes pasara la mayor parte del tiempo. Al finalizar el día se encuentra a Icchan en la tienda Piffle Princess, donde le ensaña a manejar a su ángel Hikaru. 
Icchan ayuda a Misaki entra al torneo y consigue llegar hasta la final, donde para su sorpresa se enfrentara con Hatoko quien es una de las mejores Deus de Angelic Layer. La pelea es bastante cerrada, pero Hatoko hace uso de su experiencia y derrota a Misaki, lo que resulta ser un duro golpe para Misaki... pero Hatoko que es una gran niña, además de apoyarla le hace prometer que participara en el Torneo Regional de Kantou, y que no perderá para poder luchar otra vez juntas. Así Misaki aprende una dura lección y decide esforzarse más, no volver a perder y entrar en el siguiente torneo.
Misaki tiene un talento natural para jugar Angelic Layer, es muy observadora y es por eso que puede realizar una gran cantidad de movimientos, gracias a su segundo lugar logra calificar para el torneo de Kantou. su primera rival en el Torneo es Ringo Seto una cantante de pop muy popular y la cual pone en serios aprietos a la protagonista, pero al final es derrotada por Hikaru, en el transcurso del Torneo conoce a Ohjiro Mihara, el cual la ayuda en su entrenamiento y que se muestra muy interesado en ella. Misaki llega a las semifinales donde se enfrenta con Kaede Saitou, una Deus muy buena y que estuvo a punto de derrotarla. Misaki gana haciendo uso de muchas técnicas, incluyendo técnicas de Athena a la cual le tiene una gran admiración.
Misaki pasa por peleas con varios poderosos Deus hasta llegar a su madre pero el hecho de saber que su mamá siempre ha estado en el estadio y nunca ha querido verla desconcierta tanto a Misaki que sale huyendo del estadio Shuuko va en su búsqueda y deciden olvidar el pasado y pelear. Ohjiro le dice a Misaki que se ha enamorado de ella pero ella no lo deja claro. Misaki y Shuuko tienen una gran pelea en la que a Hikaru le salen Alaes de Ángel y gana el Torneo. Misaki es la campeona de Angelic Layer y lo más importante por fin está con su mamá. 
En el manga Shuuko es tan tímida que colapsa al ver a una persona que quiere. En el manga Shuuko aun colapsa al ver a gente que quiere y Misaki asegura que ama el Angelic Layer y que continuará jugando por un tiempo. Su grito de pelea es Alas de Angel, por favor guíennos a mí y a Hikaru!!!

## Misaki enChobits
Un año después de los eventos de Angelic Layer, Misaki aparece en un flashback de Minoru recordando los últimos momentos de la hermana de este, Kaede Saitou, quien fue acompañada por Minoru, Misaki, Ohjiro y Sai. Kaede muere y Misaki aparece llorando siendo abrazada por Ohjiro y consolada por Sai.

## Misaki enKobato
Misaki aparece en una escena de Kobato vendiendo cerveza junto a Tamayo Kisaki, en donde le comenta de que si está bien que vendan cerveza y que son menores de edad (14 años). Kobato le pide a gritos una cerveza y Misaki asustada se la da. Kobato se lo agradece diciendo que así Ioryogi su perro se liberara de su Calentamiento Global.
Kobato se refería a que Iororgi se estaba acalorando pero Misaki entiende de que Iororgi ayudará usando cerveza para el Calentamiento Global.

## Vida Amorosa
Se desconoce cual de estos dos le gusta, pero probablemente sean ambos. Pues se sonroja mucho al verlos.
- Kōtarō Kobayashi - Al principio, cuando se conocen parecen gustarse, pero no lo admiten. Parecen gustarse pero nunca llegan a nada serio. En el Episodio 22, Kotaro va a declarársele a Misaki pero Tamayo se le adelanta y se hacen novios. En el manga, Kotaro y Misaki se quedan juntos, pero esta pareja no tuvo mucha aceptación por los fanes. Misaki opina que se parece a su padre.
- Ohjiro Mihara - Al conocerse, Misaki queda impresionada de Ohjiro y su Ángel, Wizard. Por su parte Ohjiro queda sorprendido del parecido de Misaki con la madre de esta, Shuuko, de quien Ohjiro se enamoró cuando niño. Misaki averigua que Ohjiro va en preparatoria (mientras que ella va en secundaria) por lo que Misaki cree que lo suyo no puede ser. En la pelea final entre sus Angeles: Hikaru y Wizard, Ohjiro admite que se ha enamorado de ella. En el ending final se ve a Ohjiro e Ichiro tras Misaki y Shuuko respectivamente. A pesar de esto se queda con Tamayo Kisaki en el manga. En Chobits en una escena del manga, al morir Kaede, Misaki y Ohjiro aparecen abrazados por lo que tal vez estén juntos.

- Datos: Q6018405